# Chimá (ort)
Chimá är en ort i Colombia.   Den ligger i departementet Córdoba, i den norra delen av landet, 500 km norr om huvudstaden Bogotá. Chimá ligger 8 meter över havet och antalet invånare är 2 785. Den ligger vid sjön Ciénaga los Charcos.
Terrängen runt Chimá är platt, och sluttar västerut. Runt Chimá är det ganska tätbefolkat, med 155 invånare per kvadratkilometer. Närmaste större samhälle är Purísima, 14,1 km nordväst om Chimá. Omgivningarna runt Chimá är huvudsakligen savann.